# قائمة رؤساء فنلندا
رئيس فنلندا هو منصب رئيس الدولة في فنلندا. وفق دستور فنلندا، تناط السلطة التنفيذية برئيس الجمهورية وبالحكومة، مع امتلاك الرئيس لصلاحيات واسعة. يتم انتخاب الرئيس مباشرة من الشعب لمدة ست سنوات. منذ عام 1991، لا ينتخب رئيس الجمهورية لأكثر من ولايتين متتاليتين. يجب الرئيس ان يكون مواطن فنلندي بالولادة. المنصب أنشأه دستور عام 1919. الرئيس الحالي هو ألكسندر ستوب منذ 2024.

## قائمة رؤساء فنلندا
| №.  | الصورة | الرئيس (سنة الميلاد – سنة الوفاة)     | الانتخابات          | استلم المنصب   | ترك المنصب             | الحزب السياسي                       | تاريخ ومكان الولادة، تاريخ ومكان الوفاة                 |
| --- | --- | ------------------------------------- | ------------------- | -------------- | ---------------------- | ----------------------------------- | ------------------------------------------------------- |
| 1.  | | كآرلو يوهو ستولبيرغ (1865–1952)       | 1919                | 26 يوليو 1919  | 2 مارس 1925            | الحزب التقدمي الوطني                | * 28 يناير 1865، سوموسالمي † 22 سبتمبر 1952، هلسنكي     |
| 1.  | عضو البرلمان (1908-1910 و1914-1918 و1930-1933). رئيس البرلمان (1914-1917). رئيس المحكمة الإدارية العليا (1918-1919). انتخبه البرلمان رئيسًا في عام 1919. | كآرلو يوهو ستولبيرغ (1865–1952)       |                     |                |                        |                                     |                                                         |
| 2.  | | لاوري كريستيان ريلاندر (1883–1942)    | 1925                | 2 مارس 1925    | 2 مارس 1931            | حزب الوسط الفنلندي                  | * 31 مايو 1883، Kurkijoki † 9 فبراير 1942، هلنسكي       |
| 2.  | عضو البرلمان (1910-1914 و1917-1920). رئيس البرلمان (1919-1920). حاكم مقاطعة فيبوري (1920-1925). انتخب رئيسًا في عام 1925. | لاوري كريستيان ريلاندر (1883–1942)    |                     |                |                        |                                     |                                                         |
| 3.  | | بير إفيند سفينهوفد (1861–1944)        | 1931                | 2 مارس 1931    | 1 مارس 1937            | حزب الائتلاف الوطني الفنلندي        | * 15 ديسمبر 1861، Sääksmäki † 29 فبراير 1944، Luumäki   |
| 3.  | أحد نبلاء البرلمان الفنلندي القديم (1894 و1899–1906). عضو برلمان فنلندا (1907–1917 و1930–1931). رئيس برلمان فنلندا (1907–1913). وصي العرش (رئيس الدولة المؤقت) (1918). رئيس وزراء فنلندا (1917–1918 و1930–1931). انتخبهته الهيئة الانتخابية في 1931. . | بير إفيند سفينهوفد (1861–1944)        |                     |                |                        |                                     |                                                         |
| 4.  | | كووستي كاليو (1873–1940)              | 1937                | 1 مارس 1937    | 19 ديسمبر 1940 (توفي)  | حزب الوسط                           | * 10 أبريل 1873، Ylivieska † 19 ديسمبر 1940، هلنسكي     |
| 4.  | برلمان فنلندا (1907–1937). رئيس حزب الوسط الفنلندي (1909–1917). وزير الزراعة (1919–1920 و1921–1922). رئيس برلمان فنلندا (1920–1921، 1922، 1924–1925، 1927–1928، 1929 و1930–1936). رئيس وزراء فنلندا (1922–1924، 1925–1926، 1929–1930 و1936–1937). انتخبته الهيئة الانتخابية رئيسًا في عام 1937. أعلن في عام 1940 أنه سيستقيل بسبب سوء الحالة الصحية لكنه توفي في منصبه.                                                                                           | كووستي كاليو (1873–1940)              |                     |                |                        |                                     |                                                         |
| 5.  | | ريستو روتي (1889–1956)                | 1940 1943           | 19 ديسمبر 1940 | 4 أغسطس 1944 (استقال)  | الحزب التقدمي الوطني                | * 3 فبراير 1889، Huittinen † 25 أكتوبر 1956، هلنسكي     |
| 5.  | برلمان فنلندا (1919–1924 و1927–1929). Minister of Finance (1921–1922 و1922–1924). محافظ بنك فنلندا (1923–1940 و1944–1945). رئيس وزراء فنلندا (1939–1940). انتخبته الهيئة الانتخابية رئيسًا من عام 1937 في عام 1940 وأعيد انتخابه في عام 1943. استقال في عام 1944 بسبب اتفاق روتي ريبنتروب. | ريستو روتي (1889–1956)                |                     |                |                        |                                     |                                                         |
| 6.  | | كارل غوستاف إميل مانرهايم (1867–1951) | 1944                | 4 أغسطس 1944   | 11 مارس 1946 (استقال)  | مستقل                               | * 4 يونيو 1867، Askainen † 27 يناير 1951، لوزان، سويسرا |
| 6.  | وصي العرش (رئيس الدولة المؤقت) لفنلندا (1918-1919). القائد العام لقوات الدفاع الفنلندية (1939-1945). المشير الميداني الوحيد والمارشال الفنلندي. أصدر مرسوما رئيسا في عام 1944 بموجب قانون استثناء. استقال في عام 1946 بسبب سوء الحالة الصحية. رئيس فنلندا الوحيد المستقل والرئيس الوحيد الذي مات خارج فنلندا. | كارل غوستاف إميل مانرهايم (1867–1951) |                     |                |                        |                                     |                                                         |
| 7.  | | يوهو كوستي بآسيكيفي (1870–1956)       | 1946 1950           | 11 مارس 1946   | 1 مارس 1956            | حزب الائتلاف الوطني                 | * 27 نوفمبر 1870، Koski Hl. † 14 ديسمبر 1956، هلنسكي    |
| 7.  | برلمان فنلندا (1907–1909 و1910–1914). رئيس وزراء فنلندا (1918 و1944–1946). انتخبه البرلمان رئيسًا في عام 1946 وأعادت الهيئة الانتخابية في عام 1950. | يوهو كوستي بآسيكيفي (1870–1956)       |                     |                |                        |                                     |                                                         |
| 8.  | | أورهو ككونن (1900–1986)               | 1956 1962 1968 1978 | 1 مارس 1956    | 27 يناير 1982 (استقال) | حزب الوسط                           | * 3 سبتمبر 1900، Pielavesi † 31 أغسطس 1986، هلنسكي      |
| 8.  | برلمان فنلندا (1936–1956). Minister of Justice (1936–1937 و1944–1946). Minister of the Interior (1937–1939 و1950–1951). رئيس برلمان فنلندا (1948–1950). رئيس وزراء فنلندا (1950–1953 و1954–1956). انتخبته الهيئة الانتخابية رئيسًا في عام 1956 وأعيد انتخابه في الأعوام 1962 و1968 و1978. مددت في عام 1973 الفترة الرئاسية التي بدأت في عام 1968 لمدة أربع سنوات بموجب قانون استثناء. استقال في عام 1982 بسبب سوء الحالة الصحية. شارك في الحرب الأهلية الفنلندية. | أورهو ككونن (1900–1986)               |                     |                |                        |                                     |                                                         |
| 9.  | | ماونو كويفيستو (1923–2017)            | 1982 1988           | 27 يناير 1982  | 1 مارس 1994            | الحزب الاشتراكي الديمقراطي الفنلندي | * 25 نوفمبر 1923، توركو † 12 مايو 2017، هلنسكي          |
| 9.  | Minister of Finance (1966–1967 و1972). محافظ بنك فنلندا (1968–1982). رئيس وزراء فنلندا (1968–1970 و1979–1982). انتخبته الهيئة الانتخابية رئيسًا في عام 1982 وأعيد انتخابه في عام 1988. أول رئيس ولد في فنلندا المستقلة. شارك في حرب الاستمرار في الحرب العالمية الثانية. | ماونو كويفيستو (1923–2017)            |                     |                |                        |                                     |                                                         |
| 10. | | مارتي أهتيسآري (1937–2023)            | 1994                | 1 مارس 1994    | 1 مارس 2000            | الحزب الاشتراكي الديمقراطي          | * 23 يونيو 1937، فيبورغ † 16 أكتوبر 2023، هلنسكي        |
| 10. | وكيل الأمين العام للأمم المتحدة (1987–1991). انتخب رئيسًا في عام 1994. أول رئيس ينتخب بالاقتراع الشعبي المباشر. حائز على جائزة نوبل للسلام لعام 2008. عضو في منظمة الشيوخ. | مارتي أهتيسآري (1937–2023)            |                     |                |                        |                                     |                                                         |
| 11. | | تاريا هالونن (b. 1943)                | 2000 2006           | 1 مارس 2000    | 1 مارس 2012            | الحزب الاشتراكي الديمقراطي          | * 24 ديسمبر 1943، هلنسكي                                |
| 11. | برلمان فنلندا (1979–2000). Minister of Justice (1990–1991). Minister for Foreign Affairs (1995–2000). انتخبت رئيسًا في عام 2000 وأعيد انتخابها في عام 2006. وهي أول رئيسة لفنلندا. | تاريا هالونن (b. 1943)                |                     |                |                        |                                     |                                                         |
| 12. | | ساولي نينيستو (b. 1948)               | 2012 2018           | 1 مارس 2012    | 1 مارس 2024            | حزب الائتلاف الوطني                 | * 24 أغسطس 1948، سالو                                   |
| 12. | برلمان فنلندا (1987–2003 و2007–2011). رئيس حزب الائتلاف الوطني الفنلندي (1994–2001). Minister of Justice (1995–1996). Minister of Finance (1996–2003). رئيس برلمان فنلندا (2007–2011). انتخب رئيسًا في عام 2012 وأعيد انتخابه في عام 2018. | ساولي نينيستو (b. 1948)               |                     |                |                        |                                     |                                                         |
| 13. | | ألكسندر ستوب (b. 1968)                | 2024                | 1 مارس 2024    | في المنصب              | حزب الائتلاف الوطني                 | * 1 أبريل 1968، هلسنكي                                  |
| 13. | عضو في البرلمان الأوروبي (2004–2008). برلمان فنلندا (2011–2017). Minister for Foreign Affairs (2008–2011). Minister for European Affairs وTrade ‏ (2011–2014). رئيس وزراء فنلندا (2014–2015). رئيس حزب الائتلاف الوطني الفنلندي (2014–2016). Minister of Finance (2015–2016). | ألكسندر ستوب (b. 1968)                |                     |                |                        |                                     |                                                         |

## وصلات خارجية
- الموقع الرسمي
- دستور فنلندا

الحزب التقدمي الوطن